# Martin Dies junior

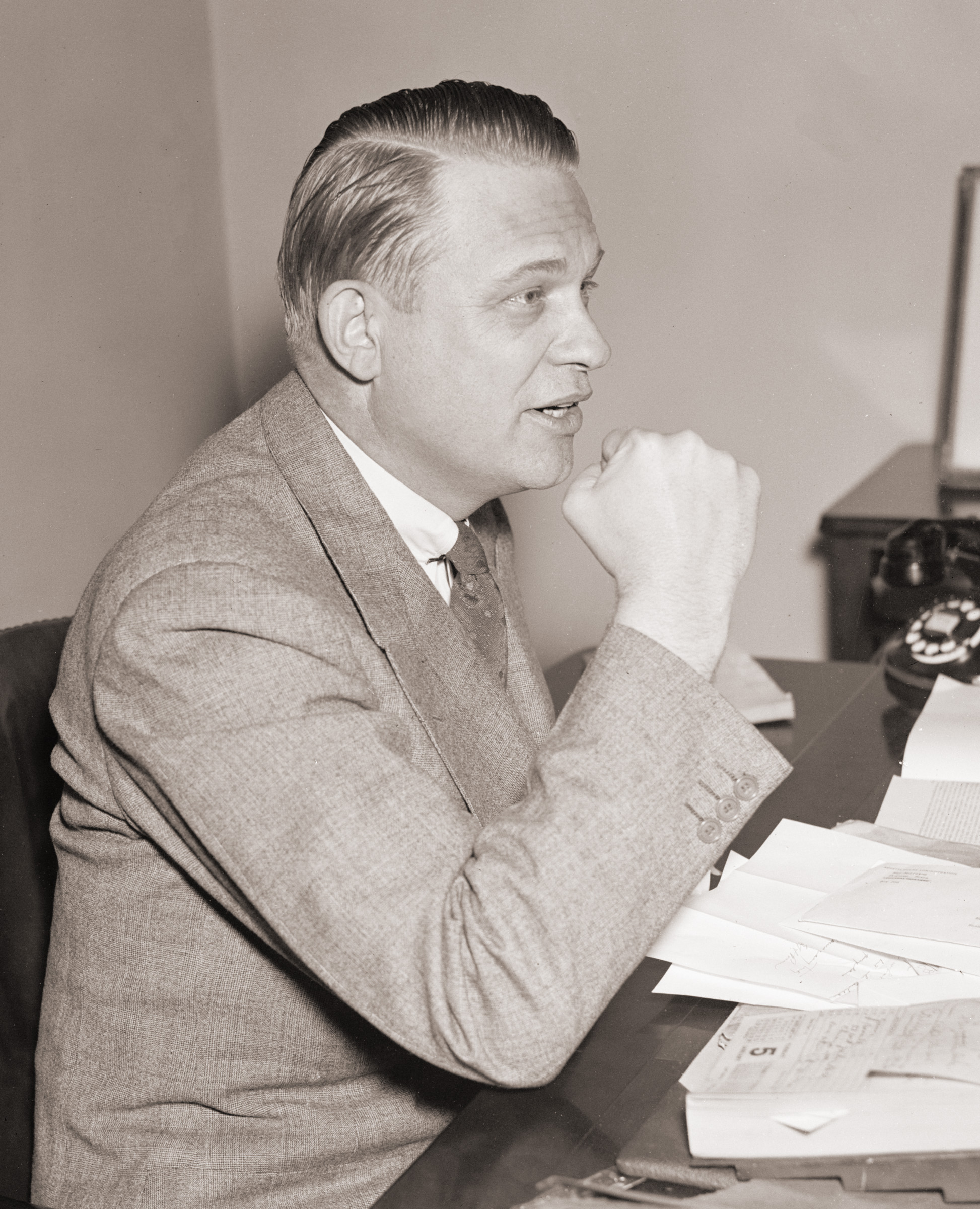
Martin Dies Jr.

Martin Dies Jr. (* 5. November 1900 in Colorado City, Mitchell County, Texas; † 14. November 1972 in Lufkin, Texas) war ein US-amerikanischer Politiker der Demokratischen Partei. Er wurde 1930 erstmals ins Repräsentantenhaus der Vereinigten Staaten gewählt und gehörte dem Kongress vom 4. März 1931 bis zum 3. Januar 1945 (72. bis 78. Kongress), sowie vom 3. Januar 1953 bis zum 3. Januar 1959 (83. bis 85. Kongress) an.
Einer breiteren Öffentlichkeit bekannt wurde Dies, als er 1938 den Vorsitz des 1934 von Samuel Dickstein und John W. McCormack initiierten „Committee on Un-American Activity“ („Ausschuss zur Untersuchung unamerikanischer Umtriebe“) übernahm.
Dies behielt den Vorsitz bis 1944, drückte dem Ausschuss seinen Stempel auf, so dass er auch unter der Bezeichnung „Dies Committee“ („Dies-Ausschuss“) bekannt wurde.
Dieser – 1945 in House Un-American Activities Committee (Ausschuss für unamerikanische Umtriebe) umbenannte und von da an ständige – Ausschuss entwickelte sich unter Dies’ Vorsitz zu einem der maßgeblichen Instrumente, mit denen die hysterischen Verfolgungen der so genannten McCarthy-Ära durchgeführt wurden.

## Biographie

### Frühe Jahre
Dies wurde am 5. November 1900 in Colorado City als Sohn von Martin Dies, Sr. (1870–1922) und dessen Frau Olive Cline (geb. Blackshear) geboren. Sein Vater war Rechtsanwalt, u. a. auch County Marshal, County-Richter, Bezirksstaatsanwalt und von 1909 bis 1919 Abgeordneter der Demokratischen Partei im US-Repräsentantenhaus für den 2. Wahlbezirk von Texas (61. bis 65. Kongress). 1902 zog die Familie nach Beaumont. Nach dem Besuch öffentlicher Schulen – Wesley College (Greenville, Hunt County) und der Cluster Springs Academy (Cluster Springs, Virginia) – und seinem High-School-Abschluss an der Beaumont High School im Jahre 1918 nahm Martin Dies Jr. das Studium der Rechtswissenschaften an der National University (Washington) (heute: George Washington University) auf. 1920 absolvierte er hier seinen Universitätsabschluss mit dem Bachelor of Laws (Legium Baccalaureus), wurde in Texas als Rechtsanwalt zugelassen und eröffnete eine Anwaltskanzlei in Marshall, Harrison County. Im selben Jahr heiratete er Myrtle M. Adams. Das Paar bekam drei Söhne – Martin, Jr., Robert und Jack. 1922 zog er nach Orange, Orange County um, trat in die Anwaltskanzlei seines Vaters ein und war auch als Bezirksrichter tätig.

### Kongressabgeordneter
1930 wurde er im 2. Wahlbezirk von Texas als Abgeordneter der Demokratischen Partei in das US-Repräsentantenhaus gewählt (72. Kongress). Es war der Wahlbezirk, in dem schon sein Vater in den Jahren 1909 bis 1919 gewählt worden war. Zu der Zeit, als Dies Jr. hier erstmals gewählt wurde, umfasste der Wahlbezirk die Countys Jefferson, Orange, Angelina, Sabine, San Augustine, Tyler, Hardin, Liberty, Jasper, Newton und Shelby. (1935 wurde der Wahlbezirk um die Countys Panola, Nacogdoches, Cherokee und Harrison erweitert.) Dies Jr. war zu der Zeit, als er in den Kongress gewählt wurde, mit 30 Jahren der jüngste Abgeordnete. Anfänglich unterstützte Dies die New-Deal-Politik Präsident Roosevelts, wandte sich aber später gegen sie.

#### Dies Committee
Im März 1934 war auf Initiative des Vorsitzenden des Committee on Naturalization and Immigration (Ausschuss für Einwanderung und Einbürgerung) des US-Repräsentantenhauses, Samuel Dickstein (Demokratische Partei/New York) – so genannte „Dickstein-Resolution“ – ein Committee on Un-American Activity (Ausschuss zur Untersuchung unamerikanischer Umtriebe) eingerichtet worden.
Der Ausschuss untersuchte zunächst überwiegend rechtsextreme, faschistische Organisationen und Vereinigungen, insbesondere die propagandistischen Tätigkeiten des German-American Bund (Amerikadeutschen Bundes) (DAB), auch die – vermuteten – finanziellen Unterstützungen der rechten Szene in den USA durch Hitler-Deutschland (eine Annahme, die allerdings nicht verifiziert werden konnte). Den Vorsitz des Ausschusses führte John W. McCormack (Demokratische Partei/Massachusetts), Samuel Dickstein wurde stellvertretender Vorsitzender. (In dieser Anfangsphase wurde der Ausschuss – nach den beiden dominierenden Personen – McCormack-Dickstein Committee / McCormack-Dickstein-Ausschuss genannt).
Als Dickstein im Mai 1938 im Repräsentantenhaus beantragte, die Untersuchungen des bis dahin nur temporären McCormack-Dickstein Committees fortzusetzen, befand sich die so genannte „New Deal Coalition“ bereits in Auflösung und die so genannte Conservative Coalition („Konservative Koalition“) begann sich zu formieren. (Die „Conservative Coalition“ war ein informeller, parteiübergreifender Zusammenschluss der Mehrheit der Republikanischen Partei und rechts-konservativer, meist den Südstaaten der USA entstammender Politiker der Demokratischen Partei. Diese Koalition kontrollierte von 1939 bis 1963 weitgehend die Gesetzgebung des Kongresses, blockierte liberale Gesetzgebung und blieb bis in die 80er Jahre hinein eine einflussreiche politische Kraft.) Hatte Dickstein im Jahre 1934 noch eine breite Unterstützung gefunden, so scheiterte er diesmal mit seinem Antrag im ersten Anlauf.
Erst nachdem er von Dies unterstützt wurde, konnte Dickstein den Antrag durchbringen. Allerdings übernahm Dies danach auch den Vorsitz; Dickstein wurde vom Ausschuss ausgeschlossen, und unter der Ägide von Dies bekam der Untersuchungsausschuss ein völlig neues Gesicht.
(vgl. John E. Haynes, Red Scare or Red Menace, S. 64ff.; Richard M. Fried, Nightmare in Red, S. 46ff.) Hatte bis dahin der Schwerpunkt der Untersuchungstätigkeiten dieses Ausschusses – vor allem durch das Wirken von Samuel Dickstein – bei rechtsextremen Organisationen gelegen, folgte unter Dies ein Umschwenken. Nun standen überwiegend linke und kommunistische Organisationen im Fokus. Die Untersuchungen von Dies waren spektakulär, machten ihn bekannt, und der Ausschuss wurde bald nur noch als „Dies Committee“ („Dies-Ausschuss“) bezeichnet. (....)

#### Senatswahl 1941
1941 stellte sich Dies für einen der Senatssitze von Texas zur Wahl. Aus der Wahl ging allerdings W. Lee O’Daniel als Sieger hervor. O’Daniel konnte 1306 Stimmen mehr als Lyndon B. Johnson – sein Hauptkonkurrent – auf sich vereinigen. Dies wurde bei dieser Wahl nur Vierter.

#### Zunehmende Kritik am Dies-Ausschuss
Schon bald erwies sich, dass das Dies Committee keine brauchbaren Ergebnisse lieferte, sondern überwiegend heiße Luft produzierte. Der damalige Justizminister Francis Biddle stellte 1942 fest, dass von 1100 Personen, die von Dies bzw. seinem Committee verdächtigt worden waren, innerhalb des Regierungsapparates subversiv tätig zu sein, bei nur zwei Personen dieser Verdacht – durch nachfolgende Untersuchungen des FBI – sich als begründet erwiesen habe. Darüber hinaus lagen nach Biddles Angaben die Kosten des Dies Committees um ein Vielfaches über den Mitteln, die das FBI für seine Nachforschungen benötigte. Das Dies Committee hatte bis zu diesem Zeitpunkt bereits 438 000 Dollar für sich in Anspruch genommen („Time“ vom 14. September 1942: „1 100 Charges“).
Thomas H. Eliot, Abgeordneter der Demokraten aus Massachusetts, stellte (ebenfalls 1942) fest:
„The committee has all too often acted irresponsibly. . .Rash and reckless in a time of national danger. . . . The Dies Committee's definition of 'subversive' is so fantastic as to defy belief. . . .A vote against the Dies Committee is a vote for responsible government.“
(zit. nach „Time“ vom 2. März 1942: „Dies Irae“')
(„Der [Dies-] Ausschuss hat viel zu oft unverantwortlich gehandelt... ... zu einer Zeit, in der unser Staat in Gefahr ist... . Die Definition des Dies-Ausschusses von ‚subversiv’ ist so bizarr, dass man es kaum zu glauben vermag... . Gegen den Dies-Ausschuss zu stimmen heißt [zugleich], für eine verantwortliche Regierungspolitik zu stimmen.“).
Eliot trug einige Beispiele für die falschen Anschuldigungen des Dies-Ausschusses vor.
So war etwa ein Regierungsangestellter nur deshalb verdächtigt worden, weil er eine Petition gegen das Dies Committee unterzeichnet hatte. Das „Verbrechen“ eines anderen war es gewesen, dass er sich für die National Youth Administration (NYA) eingesetzt hatte. Eine Frau namens Mary Johnson war verdächtigt worden, weil eine völlig andere Mary Johnson Fotografien für eine kommunistische Zeitung gemacht hatte. Ein George Saunders von San Francisco war von Dies zum Kommunisten in Pittsburgh „gemacht“ worden („Time“ vom 2. März 1942: „Dies Irae“).
Während der gesamten Dauer des Zweiten Weltkriegs fuhr Dies jedoch unbeirrt damit fort, die Roosevelt-Regierung anzugreifen, indem er wieder und wieder behauptete, der gesamte Regierungsapparat sei mit „Roten“ durchsetzt.
Darüber hinaus stand die Sowjetunion – während des Zweiten Weltkriegs mit den Vereinigten Staaten verbündet – im Fokus seiner Angriffe.
Dies’ Angriffe wurden nur zu gern von den Propagandaministerien der Achsenmächten aufgegriffen, um sie für die eigenen Zwecke zu instrumentalisieren. Zahlreiche Äußerungen von Dies wurden wörtlich übernommen, wie die Federal Communications Commission in einem Report feststellte:
“His [Dies's] opinions were quoted by the Axis without criticism at any time.”
(„Seine [Dies’] Meinungen wurden von den Achsenmächten ohne jede kritische Anmerkungen übernommen.“)
Dies’ Angriffe auf die Regierung wurden derart unerträglich, dass der damalige US-Vizepräsident Henry A. Wallace sich mit folgenden Worten an die Öffentlichkeit wandte:
“If we were at peace, these tactics might be overlooked as a product of a witchcraft mind. We are not at peace, however. We are at war, and the doubts and anger which this and similar statements of Mr. Dies tend to arouse in the public mind might as well come from Goebbels himself so far as their practical effect is concerned. As a matter of fact the effect on our morale would be much less damaging if Mr. Dies were on the Hitler payroll....”
(zit. nach: Albert E. Kahn: “Treason in Congress” – The Record of the House Un-American Activities Committee)
(„Hätten wir Friedenszeiten, dann würden diese Vorgehensweisen vielleicht als Produkt eines verwirrten Geistes angesehen werden. Doch leider befinden wir uns nicht im Frieden, sondern im Krieg, und die Verunsicherungen und die Ängste, die diese [?] und andere Äußerungen von Herrn Dies in der Öffentlichkeit hervorrufen, könnten – wenn man ihre Auswirkungen betrachtet - von Goebbels selbst stammen. Tatsache ist, dass die Auswirkungen auf unsere [Kampf-]moral nicht derart schwerwiegend sein würden, wenn [man sagen könnte, dass] Herr Dies von Hitler bezahlt würde....“)

#### Verzicht auf Wiederwahl
1944 verzichtete Dies darauf, für die Wahl zum 79. Kongress anzutreten. Time schrieb am 22. Mai 1944 unter dem Titel „Dies Out“:
„Three days before the filing deadline for Texas' primary elections, 42-year-old Martin Dies threw in the towel instead of his hat.“
(„Drei Tage vor der Deadline zu den Primaries [Vorwahlen] in Texas warf der 42 Jahre alte Dies nicht seinen Hut in den Ring, sondern das Handtuch.“)
Dies’ offizielle Begründung für seinen Rückzug aus der Politik nach 14 Jahren im Kongress lautete:
“...a throat ailment, a desire to return to private law practice, a dread of becoming a professional politician.” (Time" vom 22. Mai 1944: „Dies Out“)
(„...ein Hals-Leiden, der Wunsch nach Rückkehr in seine eigene Anwaltskanzlei, die Angst, [endgültig] zum Berufs-Politiker zu werden.“)

##### Widerstand der Organisierten Arbeiterschaft
Es gab allerdings Stimmen, die für seinen Rückzug aus der Politik etwas andere Beweggründe sahen:
Aufgrund der gesteigerten Kriegsproduktion waren tausende Arbeiter von außerhalb Mississippis in den Wahlbezirk von Dies zugewandert und hatten Arbeit in den Ölraffinerien und Docks von Beaumont, Port Arthur und Orange aufgenommen, was zu einer völligen Veränderung der bisherigen Wählerstruktur führte.
Zu welchem Ergebnis eine solche Wandlung führen konnte, hatte Dies bereits bei drei Mitgliedern seines Committees erleben können.
Time schrieb am 29. Mai 1944 unter dem Titel „Labor at the Polls“ („Arbeiter an der Wahlurne“):
„In Hollywood last week Democrat John M. Costello, no friend of union labor but an able legislator, went down to defeat in the California primaries. He was the third member of the Dies Committee to be eliminated in four weeks. Crowed a California C.I.O. newspaper: ‚The Dies Committee scoreboard today read: 3 down, 5 to go.’ ... And in Texas, Martin Dies screamed bloody murder about a $250,000 C.I.O. campaign to ‚get him’. Snorted Sidney Hillman: ‚We haven't spent 7¢ to beat Dies.’“
(„In Hollywood ist vergangene Woche der Abgeordnete der Demokratischen Partei, John M. Costello – kein Freund der Gewerkschaften, aber doch ein ganz brauchbarer Politiker – [schon] bei den Primarys in Kalifornien zu Boden gegangen. Er war [mittlerweile] das 3. Mitglied des Dies Ausschusses, das innerhalb von vier Wochen geschlagen worden ist. Eine Zeitschrift des C.I.O. in Kalifornien frohlockte:’Die Anzeigetafel des Dies Ausschusses zeigt heute: 3 Treffer, 5 Tore müssen noch geschossen werden.’ ...Und in Texas kreischte Martin Dies ‚Blutige Mörder’ weil der C.I.O. eine 250 000 Dollar Kampagne gestartet hat um ihn ‚abzuschießen’. [Worauf] Sidney Hillman schnaubte:’Wir haben nicht mal 7 Cent dafür ausgegeben um Dies zu schlagen.’“)
(C.I.O. = Congress of Industrial Organizations)
Offensichtlich wollte Dies nicht sehenden Auges in eine voraussehbare Niederlage hineinlaufen.
Und so schrieb Time am 27. November 1944 unter der Überschrift „Dead Duck“ („Tote Ente“):
„Half the members of the Dies Committee were lame ducks—Martin Dies had decided not to run, and three more were picked off by the voters. Last week the whole Committee became a dead duck. House leaders of both parties agreed that the Committee—which could find a Communist under almost any bed—should not be revived when its lease of life runs out on Jan. 3. Some U.S. citizens were delighted at the news; few shed tears.“
(„Die Hälfte der Mitglieder des Dies Ausschusses waren [bereits] ‚Lahme Enten’ – Martin Dies hatte sich entschieden [erst gar] nicht zur Wahl anzutreten, und 3 weitere [Mitglieder seines Ausschusses] sind von den Wählern [schon] weggeputzt worden. Vergangene Woche [aber], wurde der gesamte Ausschuss [dann] zu einer ‚Toten Ente’. Die Fraktionsführer beider Parteien des US-Repräsentantenhauses waren sich einig, dass der [Dies] Ausschuss – der sich dazu befähigt fühlte unter fast jedem Bett einen Kommunisten zu entdecken – nicht mehr fortgeführt werden sollte, wenn seine Lebensfrist am 3. Januar [1945] ausläuft. Einige US-Bürger waren hocherfreut über diese Nachricht; kaum jemand vergoss Tränen.“)

##### Ende der„White primaries“
Neben dem Widerstand der ihm aus den Reihen der organisierten Arbeiterschaft entgegengesetzt wurde, war ein Urteil des Supreme Court vom 3. April 1944 sicher mit ausschlaggebend für Dies’ Entscheidung, sich nicht mehr zur Wahl zu stellen.
Am 3. April 1944 hatte der Supreme Court in der Sache Smith v. Allwright (321 U.S. 649) die Hindernisse eingeebnet, die bis dahin die schwarzen Amerikaner in Texas von den Wahlvorgängen ausschloss. Lonnie E. Smith, ein schwarzer Amerikaner aus Houston, Texas hatte sein Recht eingeklagt an den Primaries der Demokratischen Partei teilnehmen zu können. Zu dieser Zeit spielte die Republikanische Partei in den Südstaaten der USA eine derart unwichtige Rolle, bzw. die Demokratische Partei war so dominant, dass die Wahlentscheidung schon bei den Primaries fiel, der folgende Endwahlkampf nur noch eine reine Formsache war. Aufgrund einer Gerichtsentscheidung des Supreme Court im Jahre 1921 (Newberry v. United States – 256 U.S. 232), war von der Regierung in Texas im Jahre 1923 ein Gesetz erlassen worden, das die schwarze Bevölkerung von den Primaries der Demokratischen Partei ausschloss („White Primaries“). Gegen dieses Gesetz, bzw. die „White Primaries“, war wiederholt von Lawrence Aaron Nixon vor dem Supreme Court Klage eingelegt worden. In Nixon v. Herndon (273 U.S. 536) (7. März 1927) und Nixon v. Condon (286 U.S. 73) (2. Mai 1932) erklärte der Supreme Court  die „White Primaries“ für verfassungswidrig, weil sie ganz eindeutig gegen den 14. und 15. Zusatzartikel zur Verfassung der Vereinigten Staaten verstießen.
Trotz dieser Entscheidungen blieben Afroamerikaner jedoch weiterhin von den Primaries in Texas ausgeschlossen, weil die Demokratische Partei sich nun als „Privatveranstaltung“, als private Organisation definierte, erklärte und – in ihrem „Privatsektor“ – afroamerikanische Wähler weiterhin von ihren Primaries ausschließen konnte. In der Entscheidung Grovey v. Townsend (295 U.S. 45) (1. April 1935) wurde vom Supreme Court – entgegen den beiden voraufgehenden Urteilen von 1927 und 1932 – diese Auffassung dann sogar noch bestärkt / bestätigt.
Erst in der Entscheidung Smith v. Allwright (321 U.S. 649) (3. April 1944), mit der der Supreme Court die voraufgehenden drei Entscheidungen aufhob, wurden die „White Primaries“ endgültig als verfassungswidrig gekennzeichnet und aufgehoben. Der Supreme Court erklärte, dass aufgrund des/der Gewichts/Bedeutung der Primaries in Texas, diese Vor-Wahlen bereits als integraler Teil des (gesamten) Wahlvorgangs gesehen werden müssten und aus diesem Grund schwarze Amerikaner hiervon auch nicht ausgeschlossen werden dürften. Die Entscheidung war einer der Meilensteine auf dem Weg zum Voting Rights Act des Jahres 1965 und ließ die Zahl der Afroamerikaner, die an den Wahlen teilnahmen (nun teilnehmen konnten), gewaltig ansteigen. Hatten sich 1940 nicht mehr als 30 000 Afroamerikaner für die Wahlen in Texas registrieren lassen, so waren es 1947 bereits 100 000, 1956 214 000 (vgl. Hine, S. 254). Martin Dies junior konnte – schon wegen seiner Nähe zum Ku-Klux-Klan – nicht damit rechnen, dass diese Wähler sich für ihn entscheiden würden.

#### Comeback
Nach dem Census von 1950 hätte Texas – aufgrund des Bevölkerungszuwachses – ein Sitz mehr als bis dahin im US-Repräsentantenhaus zugestanden. Man hätte somit die Grenzen der bisherigen Wahlbezirke neu ziehen/festlegen müssen. In Texas wählte man aber (wie schon einige Male zuvor) einen anderen Weg. Für den neuen, zusätzlichen Sitz für Texas im US-Repräsentantenhaus wurde bei den dann anstehenden Kongresswahlen ein Congressman-at-large bestimmt, der von allen Stimmberechtigten des Bundesstaates Texas gewählt wurde. (Eine Regelung, die bis 1958 beibehalten wurde.) 1952 konnte Dies diesen neuen Sitz für sich erringen und zog als Congressman-at-large für Texas erneut ins US-Repräsentantenhaus ein. (Zum Terminus : Congressman-at-large : Artikel in der engl. Wiki : Texas's At-large congressional district).
Dies gehörte dem US-Repräsentantenhaus vom 3. Januar 1953 bis zum 3. Januar 1959 an (83., 84. und 85. Kongress).
Gleich nachdem Dies wieder im US-Repräsentantenhaus war, begab er sich – wie Time schrieb –  „back on a well-worn trail“ („zurück auf ausgetretene Pfade“).(Time 22. Februar 1954: „Shivers & Dies“). Dies brachte ein Gesetz ein, das die Mitgliedschaft in der Kommunistischen Partei der USA (CPUSA) zu einem schweren Verbrechen erklärte: Höchststrafe 10 Jahre Gefängnis und 10 000 Dollar Strafe.
Dies: „It will once and for all end this issue so far as the U.S. is concerned.“ („Es [Dieses Gesetz] wird ein für allemal diese Angelegenheit beenden, [jedenfalls] soweit dies die Vereinigten Staaten betrifft.“). Der damalige Gouverneur von Texas, Allan Shivers, fühlte sich hierdurch ermuntert in St. Louis eine Rede zu halten, in der er für Texas ein Gesetz forderte, in dem die Mitgliedschaft in der Kommunistischen Partei mit der Todesstrafe geahndet werden sollte.
(Time 22. Februar 1954: „Shivers & Dies“).

#### Senatswahl 1957
1956 wurde einer der beiden Senatoren von Texas, Price Daniel, zum Gouverneur von Texas gewählt. Daniel, dessen reguläre Amtszeit erst am 3. Januar 1959 geendet hätte, legte daraufhin seinen Senatsposten nieder und es wurden am 2. April 1957 Sonderwahlen für den vakanten Sitz abgehalten. Bei der folgenden Wahl erzielte Dies das zweitbeste Ergebnis hinter Ralph Yarborough, der 38 Prozent der Stimmen auf sich vereinigen konnte, und als Nachfolger von Daniel am 29. April 1957 sein Amt antrat.

#### Endgültiger Rückzug aus der Politik
1958 trat Dies nicht mehr zur Wiederwahl an. Er praktizierte erneut als Anwalt und verfasste Beiträge für das Magazin American Opinion, in denen er weiterhin unbeirrt vor der kommunistischen Gefahr warnte. 1963 wurde sein Buch Martin Dies’ Story veröffentlicht.
Martin Dies verstarb am 14. November 1972 in Lufkin. Er wurde im Garden of Memories Mausoleum beigesetzt.